# A Balaton Szaharája
A Balaton Szaharája kifejezés idősebb Balaton környékén élők körében elterjedt (Hudák Józsefné helytörténész gyűjtése és Steixner István Balatonakali meteorológiai állomásvezető mérései szerint, aki 1949 - 1995-ig vezette az állomást). Népi és tudományos megfigyelések is alátámasztják, hogy a Balaton északi partján van egy szárazabb mikroklímájú szakasz: ez valahol Balatonakali, Balatonudvari és Aszófő települések között helyezkedik el. Itt a legkevesebb a balatoni sokéves évi csapadékátlag.
A környék domborzati adottságai miatt alakult ki ez a mikroklíma. Ezt az igen régóta fennálló tényt mutatja az is, hogy már 1093-ban létezik okleveles említése „Azzofeu”  - Aszófő településnek. A falu neve onnan származik, hogy a környék rendkívül aszályos: az Aszófő név száraz völgyet jelent. Azt is tudjuk, hogy a rómaiak óta termelnek itt bort, erre utalhat, hogy a környéken jelentősebb római villa romjait tárták fel Örvényesen.
A mikroklíma, a meszes-dolomitos talaj és a közeli vízfelület miatt a terület kiválóan alkalmas szőlőtermesztésre és borkészítésre. Ismertebb dűlőnevek a környéken: Öreg-hegy, Les-hegy, Vörös-máli dűlő, Pántlika major, Fenye-hegy. Ezeken belül sok terület kiváló dűlő besorolású a szabályozási terveken.